# Tweede Kamerverkiezingen in het kiesdistrict Hoorn (1888-1918)

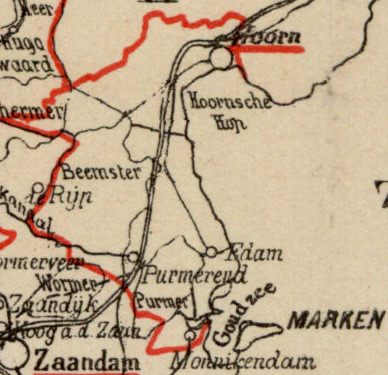
Kiesdistrict Hoorn (1888)

Tweede Kamerverkiezingen in het kiesdistrict Hoorn (1888-1918) geeft een overzicht van verkiezingen voor de Nederlandse Tweede Kamer in het kiesdistrict Hoorn in de periode 1888-1918.
Het kiesdistrict Hoorn was al ingesteld in 1848. De indeling van het kiesdistrict werd gewijzigd na de grondwetsherziening van 1887; tevens werd het kiesdistrict toen omgezet in een enkelvoudig district. Tot het kiesdistrict behoorden vanaf dat moment de volgende gemeenten: Avenhorn, Beemster, Beets, Berkhout, Edam, Hoorn, Katwoude, Kwadijk, Marken, Middelie, Monnickendam, Oosthuizen, Oudendijk, Purmerend, Schermerhorn, Ursem, Warder en Zwaag.
Legenda
- cursief: in de eerste verkiezingsronde geëindigd op de eerste of tweede plaats, en geplaatst voor de tweede ronde;
- vet: gekozen als lid van de Tweede Kamer.

## 6 maart 1888
De verkiezingen werden gehouden na vervroegde ontbinding van de Tweede Kamer.
|                   | 6 maart |
| ----------------- | ------- |
| Kiesgerechtigden  | 4.117   |
| Opkomst           | 3.140   |
| Geldige stemmen   | 3.121   |
| Blanco stemmen    | 9       |
| Kandidaten        |         |
| W.K. van Dedem    | 2.065   |
| T. Heemskerk      | 894     |
| W.P.G. Helsdingen | 110     |

## 9 juni 1891
De verkiezingen werden gehouden na ontbinding van de Tweede Kamer.
|                   | 9 juni |
| ----------------- | ------ |
| Kiesgerechtigden  | 4.108  |
| Opkomst           | 2.158  |
| Geldige stemmen   | 2.106  |
| Blanco stemmen    | 42     |
| Kandidaten        |        |
| W.K. van Dedem    | 1.634  |
| W.P.G. Helsdingen | 245    |
| F.J.M.A. Reekers  | 58     |

## 10 september 1891
Willem van Dedem, gekozen bij de verkiezingen van 9 juni 1891, nam zijn benoeming niet aan vanwege zijn toetreding op 21 augustus 1891 tot het na de verkiezingen geformeerde kabinet-Van Tienhoven. Om in de ontstane vacature te voorzien werd een naverkiezing gehouden.
|                  | 10 september | 24 september |
| ---------------- | ------------ | ------------ |
| Kiesgerechtigden | 4.108        | 4.108        |
| Opkomst          | 2.464        | 3.343        |
| Geldige stemmen  | 2.453        | 3.327        |
| Blanco stemmen   | 4            | 10           |
| Kandidaten       |              |              |
| P.B.J. Ferf      | 968          | 1.811        |
| M.W.F. Treub     | 860          | 1.516        |
| A.F. Vos de Wael | 504          |              |
| P. van Vliet     | 91           |              |

## 10 april 1894
De verkiezingen werden gehouden na vervroegde ontbinding van de Tweede Kamer.
|                  | 10 april |
| ---------------- | -------- |
| Kiesgerechtigden | 4.093    |
| Opkomst          | 1.431    |
| Geldige stemmen  | 1.334    |
| Blanco stemmen   | 86       |
| Kandidaten       |          |
| P.B.J. Ferf      | 1.231    |

## 15 juni 1897
De verkiezingen werden gehouden na ontbinding van de Tweede Kamer.
|                              | 15 juni |
| ---------------------------- | ------- |
| Kiesgerechtigden             | 6.621   |
| Opkomst                      | [ 6 ]   |
| Geldige stemmen              | 5.811   |
| Blanco stemmen               | 110     |
| Kandidaten                   |         |
| P.B.J. Ferf                  | 3.876   |
| F.J.M.A. Reekers             | 1.558   |
| N. Oosterbaan                | 325     |
| J.W.G. Boreel van Hogelanden | 52      |

## 14 juni 1901
De verkiezingen werden gehouden na ontbinding van de Tweede Kamer.
|                   | 14 juni |
| ----------------- | ------- |
| Kiesgerechtigden  | 6.481   |
| Opkomst           | [ 6 ]   |
| Geldige stemmen   | 4.377   |
| Blanco stemmen    | 95      |
| Kandidaten        |         |
| P.B.J. Ferf       | 2.580   |
| F.J.A.M. Wierdels | 1.167   |
| J. de Vries       | 630     |

## 16 juni 1905
De verkiezingen werden gehouden na ontbinding van de Tweede Kamer.
|                   | 16 juni |
| ----------------- | ------- |
| Kiesgerechtigden  | 7.578   |
| Opkomst           | [ 6 ]   |
| Geldige stemmen   | 6.475   |
| Blanco stemmen    | 79      |
| Kandidaten        |         |
| P.B.J. Ferf       | 3.431   |
| J.N.J.E. Thijssen | 2.219   |
| J. Loopuit        | 825     |

## 11 juni 1909
De verkiezingen werden gehouden na ontbinding van de Tweede Kamer.
|                  | 11 juni | 23 juni |
| ---------------- | ------- | ------- |
| Kiesgerechtigden | 8.145   | 8.145   |
| Opkomst          | [ 6 ]   | [ 6 ]   |
| Geldige stemmen  | 6.894   | 6.956   |
| Blanco stemmen   | 63      | 44      |
| Kandidaten       |         |         |
| P.B.J. Ferf      | 2.847   | 4.561   |
| C.D. Wesseling   | 2.043   | 2.395   |
| J.G. van Kuykhof | 823     |         |
| G. Klomp         | 759     |         |
| V.H. Rutgers     | 422     |         |

## 23 april 1912
Petrus Ferf, gekozen bij de verkiezingen van 11 en 23 juni 1909, trad op 18 maart 1912 af vanwege zijn verkiezing tot lid van de Eerste Kamer. Om in de ontstane vacature te voorzien werd een tussentijdse verkiezing gehouden.
|                    | 23 april | 29 april |
| ------------------ | -------- | -------- |
| Kiesgerechtigden   | 8.446    | 8.446    |
| Opkomst            | [ 6 ]    | [ 6 ]    |
| Geldige stemmen    | 6.399    | 5.745    |
| Blanco stemmen     | 45       | 40       |
| Kandidaten         |          |          |
| W.J.E.H.M. de Jong | 2.756    | 3.903    |
| H.C. Vegtel        | 2.109    | 1.842    |
| L. Hoejenbos       | 1.218    |          |
| P. Teunissen       | 277      |          |
| F.C.J. Netscher    | 25       |          |
| D. Fock            | 14       |          |

## 17 juni 1913
De verkiezingen werden gehouden na ontbinding van de Tweede Kamer.
|                    | 17 juni | 25 juni |
| ------------------ | ------- | ------- |
| Kiesgerechtigden   | 9.070   | 9.070   |
| Opkomst            | [ 6 ]   | [ 6 ]   |
| Geldige stemmen    | 7.936   | 8.071   |
| Blanco stemmen     | 40      | 41      |
| Kandidaten         |         |         |
| W.J.E.H.M. de Jong | 3.859   | 5.174   |
| C.D. Wesseling     | 2.920   | 2.897   |
| L. Hoejenbos       | 1.157   |         |

## 15 juni 1917
De verkiezingen werden gehouden na ontbinding van de Tweede Kamer.
|                    | 15 juni |
| ------------------ | ------- |
| Kiesgerechtigden   | 9.482   |
| Opkomst            | [ 6 ]   |
| Geldige stemmen    | 4.050   |
| Blanco stemmen     | 64      |
| Kandidaten         |         |
| W.J.E.H.M. de Jong | 3.173   |
| B. de Ligt         | 877     |

## Opheffing
De verkiezing van 1917 was de laatste verkiezing voor het kiesdistrict Hoorn. In 1918 werd voor verkiezingen voor de Tweede Kamer overgegaan op een systeem van evenredige vertegenwoordiging met kandidatenlijsten van politieke partijen.